# Moundou
Moundou – miasto w południowo-zachodnim Czadzie, nad rzeką Logone, ośrodek administracyjny regionu Logon Zachodni, departament Lac Wey. Około 148,5 tys. mieszkańców (szac. 2010). 
Drugie co do liczby mieszkańców miasto kraju i najważniejszy obok Ndżameny ośrodek przemysłu i handlu w Czadzie.
W mieście działa browar Brasseries Du Logone. Jest to spółka zależna od Heinekena, produkująca ok. 100 tys. hektolitrów napojów rocznie, co - według danych producenta - stanowi ok. 50% udziału w rynku czadyjskim. Wytwarzane jest tu piwo Gala, popularne w południowym Czadzie oraz Kamerunie. Ponadto w mieście rozwinął się przemysł olejarski, tytoniowy oraz włókienniczy

## Miasta partnerskie
- Poitiers,
- Szanghaj